# El Verger
El Verger – gmina w Hiszpanii, w prowincji Alicante, we wspólnocie autonomicznej Walencja, o powierzchni 8,16 km². W 2011 roku liczyła 4992 mieszkańców.